# Fiat 70
El Fiat 70 fue un automóvil producido por el fabricante italiano Fiat entre 1915 y 1920. El 70 utilizaba un motor de cuatro cilindros en línea de 2 litros, produciendo 21 hp y era capaz de alcanzar una velocidad de 70 km/h. Alrededor de un millar de unidades de este modelo fueron producidas, casi todas entregadas al ejército italiano. El coche era muy avanzado para su época, ofreciendo un sistema eléctrico completo.
El 70 fue reemplazado por el Fiat 501.